# اسکات بین
اسکات بین (انگلیسی: Scott Bain؛ زادهٔ ۲۲ نوامبر ۱۹۹۱) بازیکن فوتبال اهل بریتانیا است که برای باشگاه فوتبال سلتیک بازی می‌کند. 
از باشگاه‌هایی که در آن بازی کرده است می‌توان به باشگاه فوتبال الوآ اتلتیک، باشگاه فوتبال آبردین، و باشگاه فوتبال داندی اشاره کرد.
وی همچنین در تیم‌های ملی فوتبال زیر ۱۹ سال اسکاتلند و اسکاتلند بازی کرده است.